# Moto Gerosa
La Moto Gerosa, più conosciuta come Gerosa,  è stata una casa motociclistica italiana, attiva dal 1953 al 1984.

## Storia
Iniziò la produzione nel 1953 ad opera dell'ex pilota motociclista Angelo Gerosa, con un veicolo 175cc OHC costruito nell'officina del quartiere San Polo (Brescia). Dopo la costruzione di motoleggere, la 125 motorizzata FBM a due tempi nelle versioni Gran Turismo e Sport e la 175 con distribuzione monoalbero, la produzione va verso i ciclomotori. Nel 1956 vengono realizzati i modelli 50-, 75- e 125cc e un motorino da trasporto da 50cc triciclo. 
Negli anni sessanta viene prodotto un ciclomotore da trasporto Folletto con una buona diffusione commerciale. Il Ciclocarro 3R lo segue. Nel 1969 viene creata una minimoto. 
Vengono poi realizzate motocross da 50cc in diversi modelli, Cross SS, Cross Corsa e Cross Corsa Speciale con motori Minarelli P4. Nel 1970, parallelamente al Minarelli, viene impiegato il motore Zündapp 50 nelle versioni 1,5HP e nella versione per esportazione da 7HP. Tale propulsore era stato già sperimentato sui modelli da competizione; settore in cui la Gerosa fu molto attiva e rappresentò la marca "entry-level" per vari piloti. Felice Agostini debuttò alla "Valli Bergamasche" del 1969 in sella ad un Gerosa 50 Cross Speciale, motorizzato Zündapp.
La direzione dell'azienda viene assunta Sergio Gerosa, figlio del fondatore, a metà degli anni settanta e termina l'attività  nel 1984.